# Parlame 'e Napule
Parlame 'e Napule è tra le canzoni napoletane che hanno arricchito il repertorio musicale partenopeo di metà Novecento.

## Descrizione
I versi, che raccontano la vicenda di un emigrante (e che vengono anche citati come esempio di come veniva affrontato questo tema nella canzone) sono scritti da Giuseppe Casillo, mentre la musica dal maestro Manfredo Quintavalle; venne lanciata nel 1946 dal cantante Franco Ricci.
Parlame e Napule ebbe un successo clamoroso anche all'estero (ad esempio in Brasile).
Tra le cover sono note quelle di Consiglia Licciardi.